# Fuentes de Magaña
Fuentes de Magaña é um município da Espanha na província de Sória, comunidade autónoma de Castela e Leão, de área 11,22 km² com população de 75 habitantes (2006) e densidade populacional de 7,62 hab/km².

## Demografia
| Variação demográfica do município entre 1991 e 2004 | Variação demográfica do município entre 1991 e 2004 | Variação demográfica do município entre 1991 e 2004 | Variação demográfica do município entre 1991 e 2004 |
| --------------------------------------------------- | --------------------------------------------------- | --------------------------------------------------- | --------------------------------------------------- |
| 1991                                                | 1996                                                | 2001                                                | 2004                                                |
| 134                                                 | 107                                                 | 90                                                  | 84                                                  |